# 姚延祺
姚延祺，安徽省安慶府懷寧縣人，清朝政治人物、進士出身。
光緒六年（1880年），参加庚辰科殿試，登進士二甲第113名。同年五月，著分部學習。历官刑部主事。